# هغینه تر-قوندیان
هغینه آنوشاوانی تر-قوندیان (ارمنی: Հեղինե Անուշավանի Տեր-Ղևոնդյան؛  زادهٔ ۲۴ سپتامبر ۱۹۱۸ - درگذشته ۲۶ مارس ۱۹۹۹) نوازنده پیانو و آموزگار موسیقی اهل ارمنستان بود. وی بین سال‌های - تا - میلادی فعالیت می‌کرد.

## زندگی‌نامه
وی در ۲۴ سپتامبر ۱۹۱۸ در تفلیس به دنیا آمد و کنسرواتوار دولتی چایکوفسکی مسکو فارغ‌التحصیل گشت. وی دختر آنوشاوان تر-قوندیان بود. وی در های‌فیلارمونیک و کنسرواتوار دولتی کومیتاس ایروان فعالیت می‌کرد. همچنین برندهٔ جوایزی همچون هنرمند شایسته ارمنستان شوروی (۱۹۵۹) شده‌است. وی در ۲۶ مارس ۱۹۹۹ در سن ۸۰ سالگی در ایروان درگذشت.